# Tarconte
Tarconte (Tarchun-us in lingua etrusca) è un eroe della mitologia etrusca. 
Figlio di primo letto di Telefo, re della Misia (regione confinante con la Troade), condusse insieme al fratello Tirreno una migrazione dalla Misia in Etruria. A lui è attribuita, insieme a Tirreno, la fondazione della dodecapoli etrusca, il cui nucleo centrale fu Tarquinia, che da lui prese il nome (Tarchu-na in lingua etrusca).
Egli appare nell'Eneide come capo di tutti gli Etruschi e alleato di Enea nella guerra contro Mezenzio e Turno, dove abbatte il giovane tiburtino Venulo : l'episodio in questione è stato immortalato in un'incisione di Bartolomeo Pinelli (Lotta tra Tarconte e Venulo).